# مفرزة بلغراد الأولى القتالية الخاصة
مفرزة بلغراد الأولى القتالية الخاصة وحدة الشرطة الخاصة التي أنشأتها غيستابو الألمانية في إقليم القائد العسكري في صربيا خلال الحرب العالمية الثانية.

## التاريخ

### خلفية
في 6 أبريل 1941، غزت قوات المحور مملكة يوغوسلافيا. هزم الجيش اليوغوسلافي الملكي سئ التجهيز والتدريب.  ثم تم تجزئة البلاد، مع تقليص صربيا إلى حدود ما قبل عام 1912 ووضعها تحت حكومة الاحتلال العسكري الألماني.  مع استنفاد قواتهم في البلقان بسبب الحاجة إلى إرسال قوات إلى الجبهة الشرقية، سعى الألمان لإيجاد قادة محليين لمراقبة المنطقة من أجلهم. في صربيا، جاء هذا في صورة ميلان نيديتش، السياسي الذي كان قبل الحرب والذي كان معروفًا بتوجهات مؤيدة للمحور. 

### التشكيل
استخدم الألمان سلسلة من التشكيلات المسلحة غير النظامية للمساعدة في استقرار المنطقة.  أحد هذه التشكيلات كان مفرزة بلغراد القتالية الخاصة الأولى، التي تشكلت في منتصف عام 1942 من قبل غيستابو الألمانية دون علم نيديتش أو حكومته. كان نية إس إس-أوبرفورر Emanuel Schäfer، قائد شرطة الأمن الألمانية المعين حديثًا في صربيا، إنشاء "كيان صربي أصلي يمكن من خلاله لجستابو ممارسة مزيد من السيطرة على نظام نيديتش . 

### عمليات
بين عامي 1942 و1944، كانت مفرزة بلغراد الأولى القتالية الخاصة نشطة في منطقة سيرميا في دولة كرواتيا المستقلة.  في نهاية عام 1942، تم تسجيل أنه يضم 145 عضوًا. يقع مقرها الرئيسي في مدرسة ابتدائية أعيد تشكيلها حيث وقع التعذيب والقتل، وكان يتصورها الألمان على أنها تشكيل من النخبة يعمل ضد الثوار اليوغوسلاف. في 22 فبراير 1943، أرسل نيديتش مذكرة إلى شيفر، احتجاجًا على أنشطة مفرزة جانجيتش. 

### الحل
بعد تلقي المذكرة، قسم شيفر مفرزة القتال الخاصة الأولى في بلغراد إلى قسمين. بعد ذلك، غادر جانجيتش وستة وعشرون من رجاله بلغراد وسافروا إلى برلين، حيث واصلوا العمل لصالح الجستابو الألماني. وظل ثلاثة وثلاثون عضواً آخرين من المفرزة في بلغراد تحت قيادة نائبه جانجي، سفيتوزار نياك. هنا، عملوا على إنجاز المهام المحددة التي حددها لهم الألمان، ولم يُسمح لهم بارتداء الزي الألماني، وأُمروا بتقويض تصرفات الحزبيين بدلاً من إدارة نيديتش. ومقره في شقته في برلين، دفع جانجيتش رجاله إلى التسلل إلى صفوف العمال القسريين اليوغوسلافيين هناك ، مستخدمين أساليب مثل الابتزاز والسرقة والوقوع في فضح المتعاطفين الحزبيين. على الرغم من هذه الجهود، كان ينظر إلى تصرفات جانجيتش على أنها "ضارة بالمصالح الألمانية"، وفي مايو 1944 تم استبداله بعضوين آخرين في مفرزه. 

## زى موحد
في بعض الأحيان، ارتدى أعضاء مفرزة زي درازا ميهايلوفيتش Chetniks. لكن في أوقات أخرى، كانوا يرتدون الزي العسكري الألماني بينما يتظاهرون بعدم معرفة اللغة الصربية. 

### كتب
- Cohen، Philip J. (1996). Serbia's Secret War: Propaganda and the Deceit of History. College Station: Texas A&M University Press. ISBN:978-0-89096-760-7. مؤرشف من الأصل في 2021-02-12.  Cohen، Philip J. (1996). Serbia's Secret War: Propaganda and the Deceit of History. College Station: Texas A&M University Press. ISBN:978-0-89096-760-7. مؤرشف من الأصل في 2021-02-12.  Cohen، Philip J. (1996). Serbia's Secret War: Propaganda and the Deceit of History. College Station: Texas A&M University Press. ISBN:978-0-89096-760-7. مؤرشف من الأصل في 2021-02-12.
- Singleton، Fred (1985). A Short History of the Yugoslav Peoples. Cambridge: Cambridge University Press. ISBN:978-0-521-27485-2.  Singleton، Fred (1985). A Short History of the Yugoslav Peoples. Cambridge: Cambridge University Press. ISBN:978-0-521-27485-2.  Singleton، Fred (1985). A Short History of the Yugoslav Peoples. Cambridge: Cambridge University Press. ISBN:978-0-521-27485-2.
- Tomasevich، Jozo (2001). War and Revolution in Yugoslavia, 1941–1945: Occupation and Collaboration. Stanford: Stanford University Press. ISBN:978-0-8047-3615-2. مؤرشف من الأصل في 2021-02-26.  Tomasevich، Jozo (2001). War and Revolution in Yugoslavia, 1941–1945: Occupation and Collaboration. Stanford: Stanford University Press. ISBN:978-0-8047-3615-2. مؤرشف من الأصل في 2021-02-26.  Tomasevich، Jozo (2001). War and Revolution in Yugoslavia, 1941–1945: Occupation and Collaboration. Stanford: Stanford University Press. ISBN:978-0-8047-3615-2. مؤرشف من الأصل في 2021-02-26.